# Gustav Kleikamp

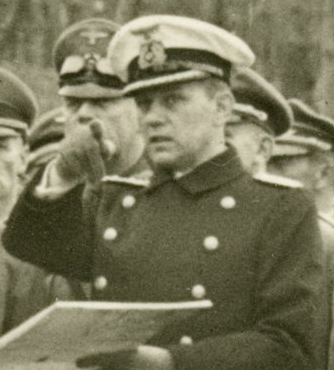
Gustav Kleikamp (1939)

Gustav Kleikamp (* 8. März 1896 in Fiddichow; † 13. September 1952 in Mülheim an der Ruhr) war ein deutscher Vizeadmiral im Zweiten Weltkrieg.

## Leben
Gustav Kleikamp war ein Sohn des Arztes Karl Kleikamp und dessen Ehefrau Anna, geborene Kletzin. Sein älterer Bruder war der spätere Jurist und SPD-Politiker Karl Kleikamp (1894–1952).

### Kaiserliche Marine und Erster Weltkrieg
Er trat am 1. April 1913 als Seekadett in die Kaiserliche Marine ein und erhielt seine seemännische Grundausbildung auf dem Großen Kreuzer Vineta. Vom 1. April 1914 bis zum Ausbruch des Ersten Weltkrieges war er zur Offiziersausbildung an der Marineschule Mürwik, wo er am 3. April 1914 zum Fähnrich zur See befördert wurde. Mit Kriegsausbruch wurde er als Funkoffizier auf den Schlachtkreuzer Derfflinger versetzt. Auf diesem Schiff nahm er an allen Unternehmungen der I. Aufklärungsgruppe, dem Gefecht auf der Doggerbank und der Skagerrakschlacht teil. Ab März 1918 erhielt der am 18. September 1915 zum Leutnant zur See beförderte Kleikamp eine Ausbildung an der U-Boot-Schule, nach deren Abschluss er als Wachoffizier auf das in Kiel als Schulboot dienende U-Boot U 9 versetzt wurde. Ab Oktober 1918 diente er als Schriftoffizier im Stab der U-Kreuzer-Flottille. Für sein Wirken während des Krieges hatte er beide Klassen des Eisernen Kreuzes sowie das Hamburger Hanseatenkreuz erhalten.

### Reichsmarine
Nach dem Ersten Weltkrieg war Kleikamp zeitweilig Mitglied des Freikorps Marine-Brigade Ehrhardt, dem er bis August 1920 angehörte. In dieser Zeit wurde er am 7. Januar 1920 zunächst ohne Patent zum Oberleutnant zur See befördert. Die Patentierung erfolgte am 14. Mai 1921 mit Rangdienstalter vom 7. Januar 1920. Vom 1. Juli bis zum 30. September 1920 stand er zur Verfügung des Befehlshabers der Seestreitkräfte Nordsee (BSN). Dann wurde er Funk- und Wachoffizier auf dem Kleinen Kreuzer Hamburg, ab 4. Dezember 1921 auf dem Linienschiff Braunschweig. Am 1. Oktober 1922 wurde er als Kommandant auf das Minensuchboot M 133 versetzt.
Vom 1. Oktober 1923 bis September 1926 war er Lehrer an der Torpedo- und Nachrichtenschule in Flensburg-Mürwik; in dieser Dienststellung wurde er am 1. Februar 1925 zum Kapitänleutnant befördert. Am 24. September 1926 erfolgte seine Versetzung als Wach- und Rollenoffizier auf das Linienschiff Hannover und am 2. März 1927 in gleicher Funktion auf das Linienschiff Schlesien. Vom 28. September 1928 bis zum 5. Januar 1930 diente er als Ausbildungsoffizier auf dem Leichten Kreuzer Emden. Nach einer fünfwöchigen Unterbrechung zur Verfügung des Chefs der Marinestation der Nordsee wurde Kleikamp am 11. Februar 1930 zum Leiter der Nachrichtenmittelversuchsanstalt ernannt. Am 1. Oktober 1932 erfolgte seine Beförderung zum Korvettenkapitän und drei Tage später seine Ernennung zum Marineverbindungsoffizier beim Wehrkreiskommando I in Königsberg.

### Kriegsmarine und Zweiter Weltkrieg
Vom 23. Juli 1933 bis zum 26. September 1935 war Kleikamp 4. Admiralstabsoffizier beim Flottenkommando, dann bis Mai 1937 Erster Offizier auf der Schleswig-Holstein. In dieser Dienststellung wurde er am 1. Oktober 1936 zum Fregattenkapitän befördert. Am 1. Juni 1937 wurde er als Leiter der Gruppe Technisches Nachrichtenwesen in das Marinewaffenamt des OKM versetzt, wo er am 1. April 1938 zum Kapitän zur See befördert und zum Chef der Abteilung Technisches Nachrichtenwesen ernannt wurde.
Am 26. April 1939 wurde Kleikamp Kommandant des Linienschiffs Schleswig-Holstein. Mit ihr lief er am 25. August 1939 in den Danziger Hafen ein und eröffnete am 1. September mit dem Beschuss der Westerplatte den Zweiten Weltkrieg. Beim Unternehmen Weserübung, der Besetzung von Dänemark und Norwegen, war die Schleswig-Holstein Flaggschiff der von Kleikamp befehligten Kriegsschiffsgruppe 7, die am frühen Morgen des 9. April 1940 die dänischen Häfen Nyborg auf Fünen und Korsør auf Seeland besetzte.
Am 29. August 1940 erfolgte Kleikamps Ernennung zum Chef der Seebefehlsstelle Calais und designierten Chef der „Transportflotte C“ für das Unternehmen Seelöwe, die geplante aber nie durchgeführte Invasion Großbritanniens. Die Transportflotte C sollte Hastings und die Küste östlich von Hastings anlaufen. Nachdem die Invasion Mitte Oktober auf frühestens das Frühjahr 1941 verschoben worden war, wurde Kleikamp am 28. Oktober 1940 zur Verfügung des OKM gestellt und am 31. Dezember 1940 zum Chef der Militärischen Amtsgruppe im Hauptamt Kriegsschiffbau des OKM ernannt. In dieser Dienststellung wurde er am 1. April 1942 zum Konteradmiral befördert. Am 4. März 1943 wurde er Kommandierender Admiral in den Niederlanden und am 1. Oktober 1943 Vizeadmiral. In dieser Stellung wurde Kleikamp am 14. Oktober 1944 mit dem Deutschen Kreuz in Gold ausgezeichnet. Ab 1. Januar 1945 stand er zur Verfügung des Marineoberkommandos Nord, bis er am 15. März 1945 zum Küstenbefehlshaber Deutsche Bucht ernannt wurde.

### Nachkriegszeit
Bei Kriegsende kam Kleikamp in britische Kriegsgefangenschaft, aus der er am 18. April 1947 entlassen wurde. Infolge gesundheitlicher Probleme war er bis Ostern 1952 arbeitslos. Dann arbeitete er als kaufmännischer Angestellter in der Exportabteilung der Hugo Stinnes OHG in Mülheim an der Ruhr. Er starb am 13. September 1952.